# Amiot 110-S
El Amiot 110-S, conocido también como Latham 110, Latham-SECM 110, S.E.C.M. 110 y S.E.C.M. (SGA) 110, fue un hidrocanoa militar anfibio de reconocimiento costero totalmente metálico, construido en Francia en la década de 1930. Fue ideado como un avión de reconocimiento marítimo y bombardero medio, pero solo fueron construidas dos unidades. Fue uno de los aviones producidos en el período de entreguerras.

## Diseño
Los aviones de Jean Latham se construyeron en una fábrica en Caudebec-en-Caux, inicialmente por la Société Latham, y dos años después por Usines de Caudebec. La fábrica fue más tarde comprada en 1928 por la Société d'Emboutissage et de Construtions Méchaniques - SECM, en parte propiedad de Félix Amiot y a partir de 1929 formando parte de la Société Générale Aéronautique'' - SGA. Una consecuencia menor de estos cambios de propiedad fue que el hidrocanoa, conocido inicialmente como Latham 110, cuando se incluyó el nombre de Amiot, se agregó una S para distinguirlo del avión de caza monoplano de ala en parasol Amiot 110 .
Los estudios de diseño para el hidroavión de reconocimiento marítimo de un solo motor estaban en marcha en la primavera de 1930, incluida la decisión de utilizar un método de construcción de ala similar al del Amiot 140. También se prestó especial atención a la hidrodinámica del casco y a las técnicas de remachado necesarias para hacer que este avión totalmente metálico fuera impermeable.
El Amiot 110-S tenía un ala de sección gruesa con una sección central de cuerda constante que ocupaba aproximadamente un tercio del ala, y secciones externas de punta roma y cónica. Fueron montadas en la parte superior del fuselaje con aproximadamente 4° de ángulo diedro. La estructura del ala fue un desarrollo de los largueros resistentes a la torsión utilizados en planeadores de alto rendimiento, con tres largueros construidos con tubos de acero interconectados que formaban las cajas centrales de torsión. Las alas estaban revestidas de duraluminio, remachado a la subestructura con secciones de borde de ataque separadas que se atornillaban a la caja central; las partes traseras del ala se construyeron de manera similar. Todas las secciones eran impermeables individualmente, alojándose los depósitos de combustible en los bordes delanteros. Las secciones exteriores tenían alerones de alta relación de aspecto a lo largo de sus bordes de fuga.
Se montó un motor V-12 Hispano-Suiza 12Nbr con reductora, refrigerado por agua, de 550 kW (758 hp) en una posición propulsora sobre el ala, dentro de una cubierta que tenía una sección aerodinámica en planta, pero que seguía los contornos de las culatas de los cilindros. Los radiadores se colocaron debajo de las alas. Inicialmente, el motor estaba soportado por soportes en N arriostrados mediante soportes laterales adicionales. Más adelante fue rediseñado como una sola columna aerodinámica. Los planes preliminares muestran hélices propulsoras de cuatro palas, aunque fue equipado con una bipala.
El esbelto fuselaje, que tenía un ancho máximo de solo 1500 mm, se construyó alrededor de una fuerte viga doble longitudinal que, junto con otras vigas longitudinales más ligeras, soportaban marcos transversales con las partes inferiores bifurcadas. El revestimiento era de duraluminio remachado, como las alas. El casco del 110-S era una «V» con lados profundamente cóncavos, más profundo en el morro y que luego rápidamente se volvía más superficial hasta tener un único y pequeño escalón. La estabilidad en el agua era proporcionada por un par de flotadores con fondo en V, montados en soportes desde la sección central externa.
Tenía una cabina abierta en la proa para un observador, que también era responsable de la navegación, la comunicación por radio y el lanzamiento de bombas, equipado con un par de ametralladoras en un soporte flexible. Debajo del ala iban sostenidos 75 kg de bombas. Había una carlinga armada similar justo detrás del ala. La cabina abierta de los pilotos estaba justo por delante del borde de ataque del ala, con asientos lado a lado y controles duales. En la parte trasera, la cola era convencional, con un empenaje casi triangular que se combinaba, casi en su extremo superior, con un timón compensado vertical que se extendía hasta la quilla. El plano de cola se colocó bien alejado del chorro, a más de la mitad del empenaje y apoyado con puntales en el fuselaje inferior, y contaba con timones de profundidad compensados separados de bordes rectos.
Aunque el Amiot 110-S fue pensado principalmente como un hidrocanoa, podía configurarse como un anfibio mediante la adición de un tren de aterrizaje retráctil con ruedas. Cada rueda individual se montó en un soporte en «V» desde el lateral del fuselaje, cerca de la línea de flotación. Una pata vertical al eje de la rueda estaba equipada con un amortiguador. En la retracción, la rueda se levantaba hacia la parte inferior del ala. Tenía un patín de cola con amortiguación de ballesta.

## Desarrollo
El Amiot 110-S realizó su primer vuelo el 12 de diciembre de 1931, pero no se mencionó en publicaciones contemporáneas hasta poco antes de que se exhibiera en el Salón Aeronautico de París el siguiente diciembre. Durante agosto de 1933 se hicieron pequeñas modificaciones en el casco para mejorar el rendimiento al despegue y se consideró la sustitución del motor Hispano-Suiza por un motor radial Gnome-Rhône 14K en un carenado tipo NACA. En 1935 se instaló un nuevo motor, pero este era un Hispano-Suiza 12Ydrs V12 de 640 kW (860 hp), montado en configuración tractora y accionando una hélice tripala; a pesar de un aumento de potencia del 32 %, su velocidad máxima de 215 km/h era solo un 6 % más rápida.
Se construyeron dos Amiot 100-S, que fueron remotorizados y utilizados por la aviación naval hasta 1935.

## Especificaciones (motor Hispano-Suiza 12Nbr)
Referencia datos: Les Ailes, mayo de 1933

### Características generales
- Tripulación: Tres (normalmente)[7]
- Longitud: 14 m
- Envergadura: 23,25 m
- Altura: 5 m
- Superficie alar: 71,2 m²
- Peso vacío: 3060 kg
- Peso cargado: 4500 kg
- Planta motriz: 1× motor lineal V-12 refrigerado por agua Hispano-Suiza 12Nbr[4] con reductora.
  - Potencia: 550 kW (758 HP; 748 CV)

### Rendimiento
- Velocidad máxima operativa (Vno): 203 km/h
- Velocidad crucero (Vc): 180 km/h
- Alcance: 1000 km
- Techo de vuelo: 4000 m (13 000 pies) práctico
  - Tiempo a altitud: 7 min a 1500 m (4900 pies)